# Eustrophus impruricollis
Eustrophus impruricollis là một loài bọ cánh cứng trong họ Tetratomidae. Loài này được Leconte miêu tả khoa học đầu tiên năm 1874.